# Liste des poissons les plus gros

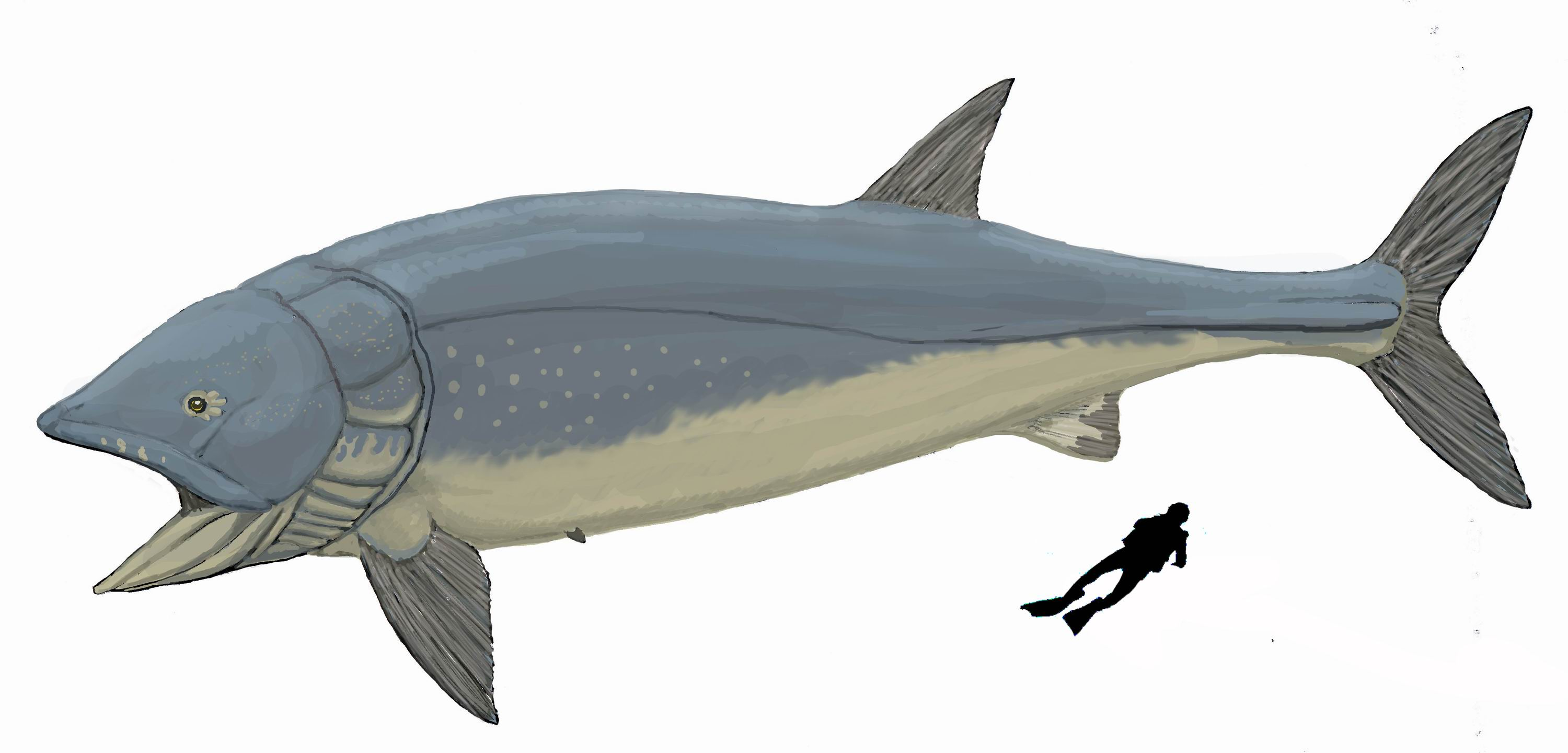
Vision d'artiste d'un Leedsichthys, l'un des plus grands poissons osseux ayant jamais vécu.

Les poissons varient considérablement en taille. Ainsi, le requin-baleine et le requin pèlerin dépassent-ils, et de loin, tous les autres poissons en termes de poids et de longueur.
Les poissons sont un groupe paraphylétique qui décrit les vertébrés aquatiques tout en excluant les tétrapodes ; il recoupe et les poissons osseux, et les poissons cartilagineux tels que les requins et les raies. Par conséquent, les comparaisons entre groupes sur cette page ne reposent pas sur des bases rigoureuses.

## Liste des plus grands poissons existants
| Rang | Nom                     | Nom binomial            | Classe taxonomique                     | Masse maximale connue (en tonnes) | Longueur maximale (en mètres) | Images | Size comparison to human |
| ---- | ----------------------- | ----------------------- | -------------------------------------- | --------------------------------- | ----------------------------- | ------ | ------------------------ |
| 1    | Requin-baleine          | Rhincodon typus         | Chondrichthyes (Poisson cartilagineux) | 21,5                              | 18,8 mètres                   |        |                          |
| 2    | Requin pèlerin          | Cetorhinus maximus      | Chondrichthyes (Poisson cartilagineux) | 5,2 (non-confirmé)                | 14 mètres,                    |        |                          |
| 3    | Grand requin blanc      | Carcharodon carcharias  | Chondrichthyes (Poisson cartilagineux) | 3,3                               | 7 mètres                      |        |                          |
| 4    | Requin-tigre            | Galeocerdo cuvier       | Chondrichthyes (Poisson cartilagineux) | 3,11 (non-confirmé),              | 7,5 mètres (non-confirmé)     |        |                          |
| 5    | Raie manta océanique    | Mobula birostris        | Chondrichthyes (Poisson cartilagineux) | 3,0                               | 5 mètres                      |        |                          |
| 6    | Poisson-lune géant (en) | Mola alexandrini        | Osteichthyes (Poisson osseux)          | 2,74                              | 3,3 mètres                    |        |                          |
| 7    | Poisson-lune            | Mola mola               | Osteichthyes (Poisson osseux)          | 2,3                               | 3,1 mètres                    |        |                          |
| 8    | Esturgeon béluga        | Huso huso               | Osteichthyes (Poisson osseux)          | 2,07                              | 7,2 mètres                    |        |                          |
| 9    | Poisson-lune lancéolé   | Masturus lanceolatus    | Osteichthyes (Poisson osseux)          | 2                                 | 3 mètres                      |        |                          |
| 10   | Poisson-lune trompeur   | Mola tecta              | Osteichthyes (Poisson osseux)          | 1,87                              | 2,4 mètres                    |        |                          |
| 11   | Raie manta de récif     | Manta alfredi           | Chondrichthyes (Poisson cartilagineux) | 1,4                               | 5,5 mètres                    |        |                          |
| 12   | Requin du Groënland     | Somniosus microcephalus | Chondrichthyes (Poisson cartilagineux) | 1,4                               | 7,3 mètres                    |        |                          |
| 13   | Requin grande-gueule    | Megachasma pelagios     | Chondrichthyes (Poisson cartilagineux) | 1,22                              | 5,2 mètres                    |        |                          |
| 14   | Calouga                 | Huso dauricus           | Osteichthyes (Poisson osseux)          | 1,14                              | 5,6 mètres                    |        |                          |

## Poisson sans mâchoires (Agnatha)

### Myxine (Myxini)
Les myxines, qui ne sont pas de véritables poissons d'un point de vue taxonomique, comptent parmi les vertébrés existants les plus primitifs. Il n'en existe qu'un seul ordre et une seule famille. Les 77 espèces connues ont toutes un corps allongé, semblable à celui d'une anguille, mais se distinguent par leur bouche orientée vers le bas. La plus grande forme est la myxine goliath (Eptatretus goliath). Cette espèce peut atteindre jusqu'à 1,28 m de longueur et pèsent jusqu'à 6,2 kg.

### Lamproies (Petromyzontiformes)

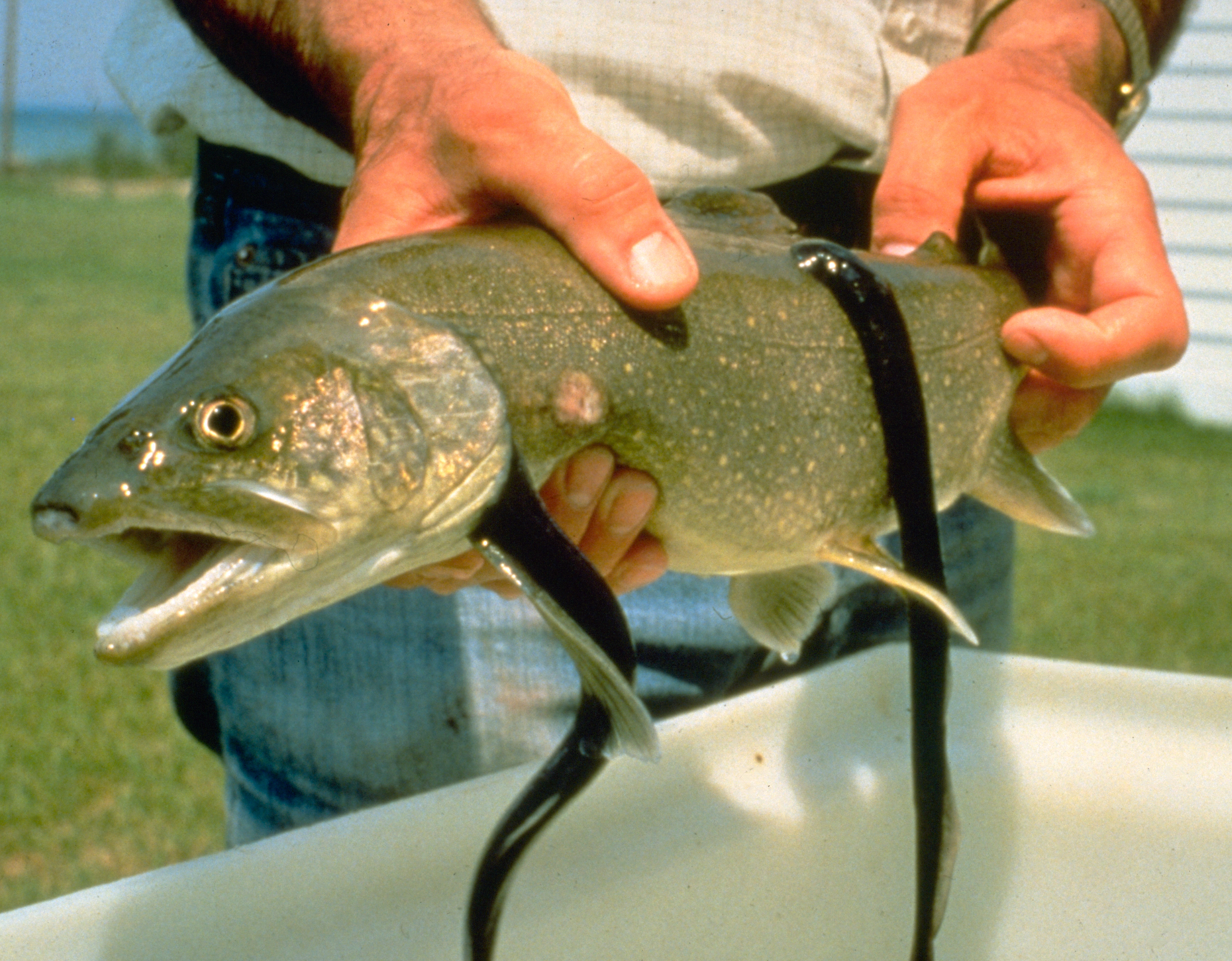
Lamproie marine se nourrissant sur une truite de lac.

Comme la myxine, la lamproie ressemble à une anguille. Elle a un squelette cartilagineux et a connu une évolution séparée de tout autre groupe depuis plus de 400 millions d’années. Les lamproies sont des prédateurs et s’attachent souvent à un poisson ou à un autre petit animal dont elles drainent progressivement le sang et les organes. La plus grande espèce est la lamproie marine (Petromyzon marinus), qui peut atteindre 1,2 m et pèse 2,5 kg.

## Poissons cuirassés (Placodermi)
Le plus grand poisson de la classe aujourd'hui éteinte des placodermes était le prédateur géant Dunkleosteus. L'espèce la plus grande et la plus connue était D. terrelli, qui mesurait près de 9 m de longueur et pesait environ 4 tonnes. Son parent filtreur, Titanichthys, pourrait l'avoir rivalisé en taille : il atteignait en tous cas une longueur de 7 m, à 7,5 m.

## Poissons cartilagineux (Chondrichthyens)

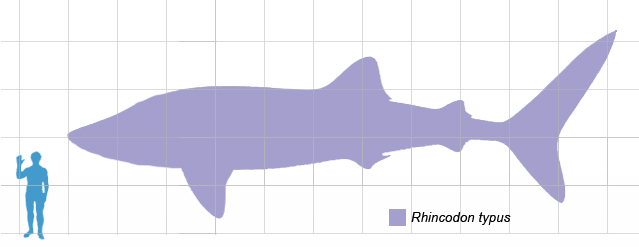
Comparaison de la taille d'un requin-baleine et d'un humain

Les poissons cartilagineux ne sont pas directement apparentés aux « poissons osseux », mais ces deux groupes sont parfois regroupés pour simplifier la description. Le plus grand poisson cartilagineux vivant, de l'ordre des Orectolobiformes, est le requin-baleine (Rhincodon typus). C'est aussi le plus grand animal vivant qui n'est pas un cétacé et, comme les plus grandes baleines, c'est une créature docile qui se nourrit par filtration de planctons. Un adulte moyen de cette espèce mesure 9,7 m de long et pèse en moyenne 9 tonnes. Le plus grand spécimen vérifié a été capturé en 1949 au large de Karachi, au Pakistan, et mesurait 12,7 m de long et pesait 21,5 t. Bien que certains soient douteux, il existe plusieurs rapports mentionnant l'existence de requins-baleines de plus grande taille encore, avec des sources fiables citant des spécimens non vérifiés allant jusqu'à 37 t et 17 m,.

### Requins requiem (Carcharhiniformes)

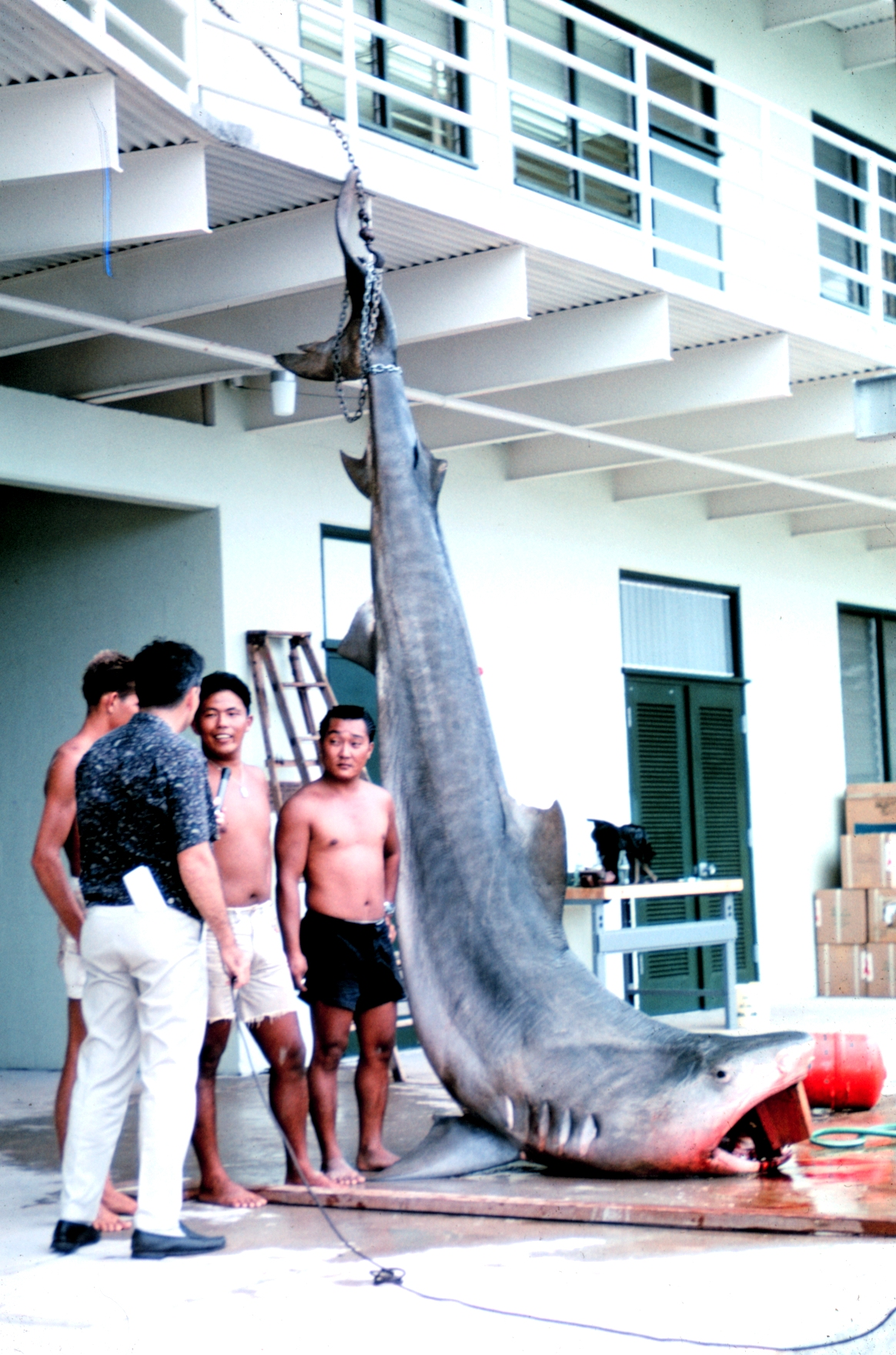
Les requins tigres sont les plus grands des carcharhiniformes.

La plus grande espèce de cet ordre est le requin-tigre (Galeocerdo cuvier), largement répandu. Les spécimens ont été vérifiés à au moins 5,5 m, mais des individus plus grands encore ont été signalés. Un spécimen, une femelle gravide capturée au large de l'Australie et mesurant seulement 5,5 m de long, pesait un poids exceptionnel 1,5 t. Une femelle capturée en 1957 aurait mesuré 7,4 m et pesé 3,1 t, des chiffres que certains remettent cependant en doute. Le plus grand des « requins requiem » (du genre Carcharhinus) semble être le requin sombre (C. obscurus), mesurant jusqu'à 4,2 m pour un poids de 350 kg. Cependant, le requin taureau (C. leucas), plus volumineux, pèserait environ 575 kg chez des spécimens récents mesurant plus de 4 m de longueur. Le requin soyeux (C. falciformis) est un autre prétendant au titre de plus grand requin requiem avec un poids maximum de 350 kg et une longueur maximale d'environ 3,5 m. Le plus grand requin-marteau est le grand requin-marteau (Sphyrna mokarran), qui peut atteindre 6,1 m et peser au moins 500 kg. La famille de requins la plus riche en espèces, les roussettes, sont de taille assez petite. Le plus grand, la grande roussette (Scyliorhinus stellaris), peut mesurer jusqu'à 1,7 m pour un poids d'au moins 10,8 kg,.

### Chimères (Chimaeriformes)
Ces poissons cartilagineux étranges, souvent translucides, sont généralement assez petits. La plus grande espèce en est la chimère charpentière (en) (Chimaera lignaria) qui vit dans les eaux côtières de l'Australie et de la Nouvelle-Zélande. Elle peut atteindre une longueur de 1,5 m de longueur et peser 15 kg.

### Requins à collerette et requins-vaches (Hexanchiformes)
Le plus grand hexanchiforme est le requin griset (Hexanchus griseus). Cette grande espèce habite généralement des profondeurs supérieures à 90 m et a été observée jusqu'à une profondeur de 1 875 m. Le plus gros spécimen connu (capturé au large de Cuba) pesait, selon les informations, 763 kg et mesurait 4,82 m de longueur.

### Requins-taureaux (Heterodontiformes)
Ces petits requins tropicaux sont connus pour leur large tête. La plus grande espèce en est le requin de Port Jackson (Heterodontus portusjacksoni) des eaux australasiennes, qui mesure jusqu'à 1,65 m de long et pèse jusqu'à 20 kg.

### Requins maquereaux (Lamniformes)

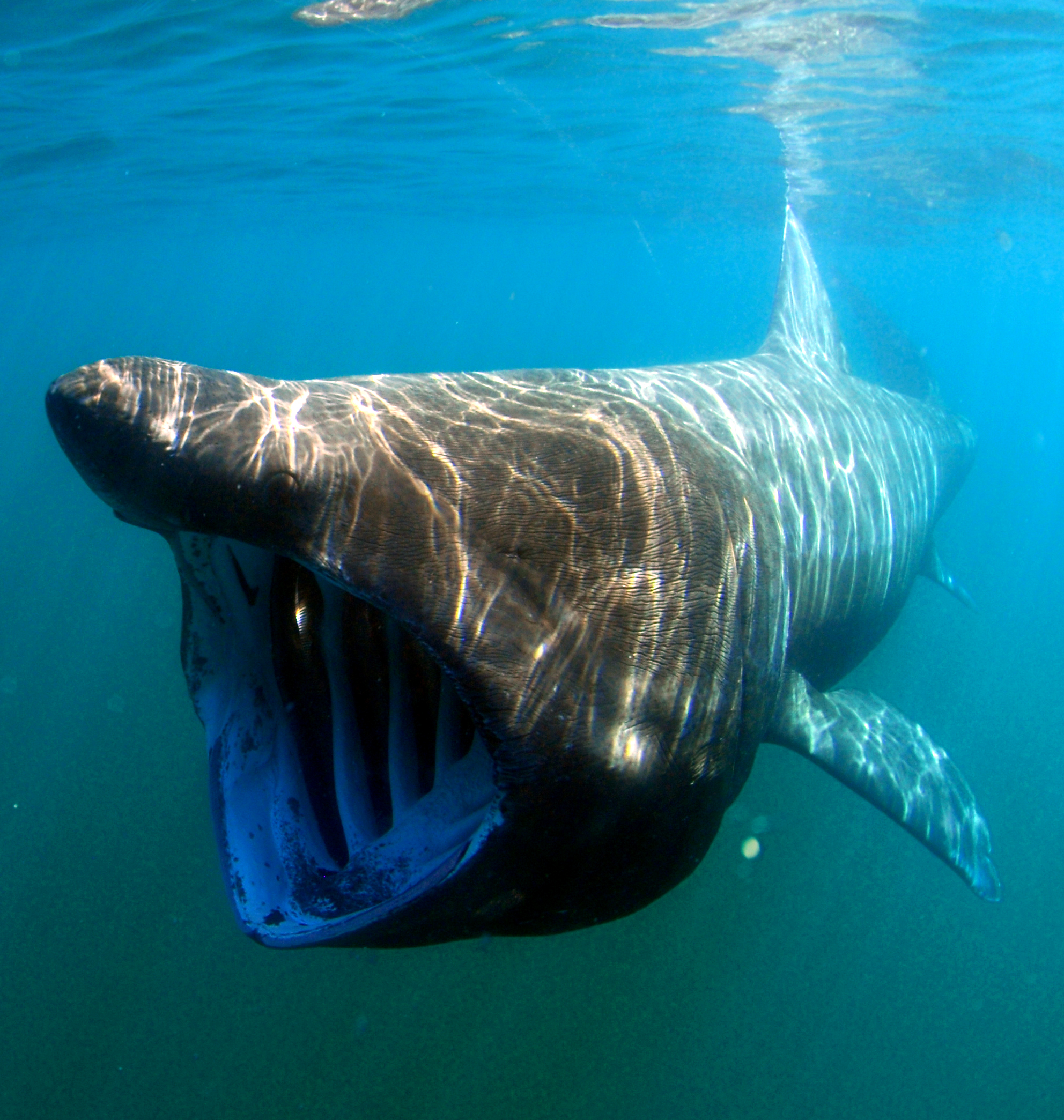
La bouche incroyablement grande du requin pèlerin, le deuxième plus grand poisson vivant au monde.

La plupart des espèces de cet ordre sont assez grandes. La plus grande espèce vivante en est le requin pèlerin (Cetorhinus maximus) qui vit dans les océans tempérés du nord de la planète. Le plus grand spécimen, examiné en 1851, mesurait 12,3 m de long et pesait 16 tonnes. Le « gros poisson » le plus célèbre est peut-être le grand requin blanc (Carcharodon carcharias). Des spécimens ont été mesurés jusqu'à 6,4 m et pesant 3,31 tonnes, même si des estimations à plus de 7 m de long sont généralement acceptées,. Le requin-renard commun (Alopias vulpinus) peut atteindre 7,6 m de long et pèse plus de 510 kg, mais une grande partie de sa longueur totale est le fait de sa queue, particulièrement longue,. D'autres spécimens très grands, récemment découverts, font également partie de cet ordre : le requin gobelin (Mitsukurina owstoni), dont les spécimens, non pesés, peuvent atteindre environ 6,17 m de long ; et le requin grande-gueule (Megachasma pelagios), mesurant jusqu'à 5,6 m de long pour un poids de 1,215 t.
Le plus grand requin fossile connu est le mégalodon (Otodus megalodon), un lamniforme colossal ayant vécu au Néogène. La gamme des estimations de la longueur maximale du mégalodon va de 17 à 20,3 mètres, avec une masse allant de 59 à 103 tonnes,,. Le mégalodon est également considéré comme le plus grand poisson macroprédateur jamais observé.

### Raies pastenagues et apparentées (Myliobatiformes)

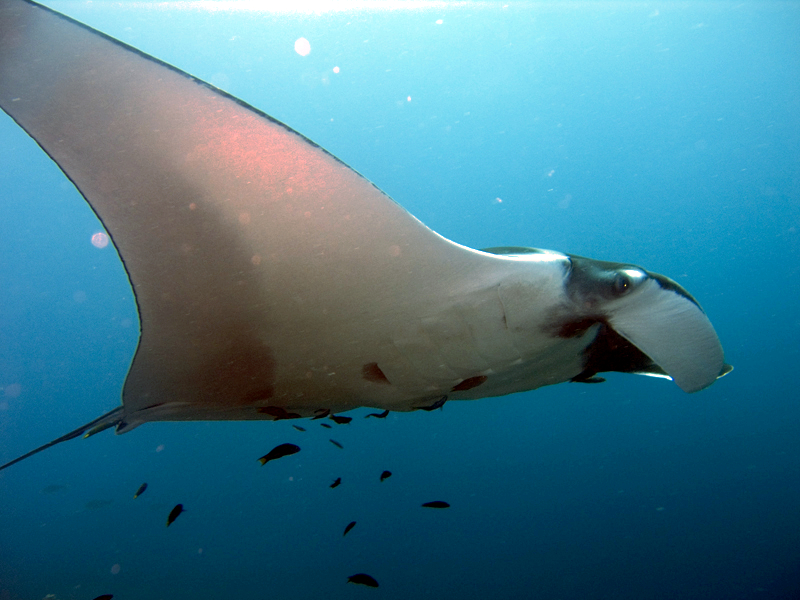
La raie manta, vue ici à Hin Daeng, en Thaïlande, est la plus grande des raies.

La plus grande espèce de cet ordre et la plus grande de toutes les raies est la raie manta océanique géante (Manta birostris). L'animal peut atteindre un poids de 3000 kg pour un diamètre de 9,1 m et une longueur totale de 5 m. Une espèce apparentée atteint des tailles à peine plus petites : le poisson-diable (Mobula mobular) peut atteindre jusqu'à 5,2 m de diamètre, pour une longueur totale de 6,5 m et un poids d'au moins 1000 kg,. La plus grande raie pastenague est généralement considérée comme étant la raie pastenague à queue courte (Dasyatis brevicaudata), que l'on trouve au large de la pointe sud de l'Afrique et de l'Australasie, et qui mesure jusqu'à 4,3 m de diamètre et pèse plus de 350 kg. La raie géante d'eau douce (Himantura polylepis), qui vit dans les grands fleuves d'Asie du Sud, peut peser jusqu'à 600 kg, mesurer jusqu'à 5 m de longueur totale et a un diamètre de 2,4 m,.

### Requins tapis (Orectolobiformes)
Le requin-baleine est la plus grande espèce de cet ordre, atteignant jusqu'à 20 mètres de long à maturité. Aucune autre espèce de l’ordre n’approche cette taille. La deuxième plus grande espèce est le requin nourrice (Ginglymostoma cirratum), qui peut atteindre 4,3 m et peser plus de 350 kg.

### Poissons-scies (Pristiformes)
Se distinguant par un long museau orné de dents acérées sur les côtés, ces poissons cartilagineux atteignent souvent des tailles énormes. La plus grande espèce définitive n'est pas connue, bien que le poisson-scie à petites dents (Pristis pectinata) et le poisson-scie vert (P. zijsron) puissent mesurer jusqu'à 7,6 et 7,3 mètres de longueur respectivement,. Le poisson-scie à grandes dents (P. pristis) et le poisson-scie d'eau douce (P. microdon) peuvent tous deux dépasser 6,5 m de long,.

### Requins-scies (Pristiophoriformes)
Les requins-scies sont généralement beaucoup plus petits que les poissons-scies. Le plus grand requin-scie est le requin-scie à six branchies (Pliotrema warreni), qui peut atteindre 1,7 m de long et pèse environ 15 kg.

### Raies et apparentés (Rajiformes)

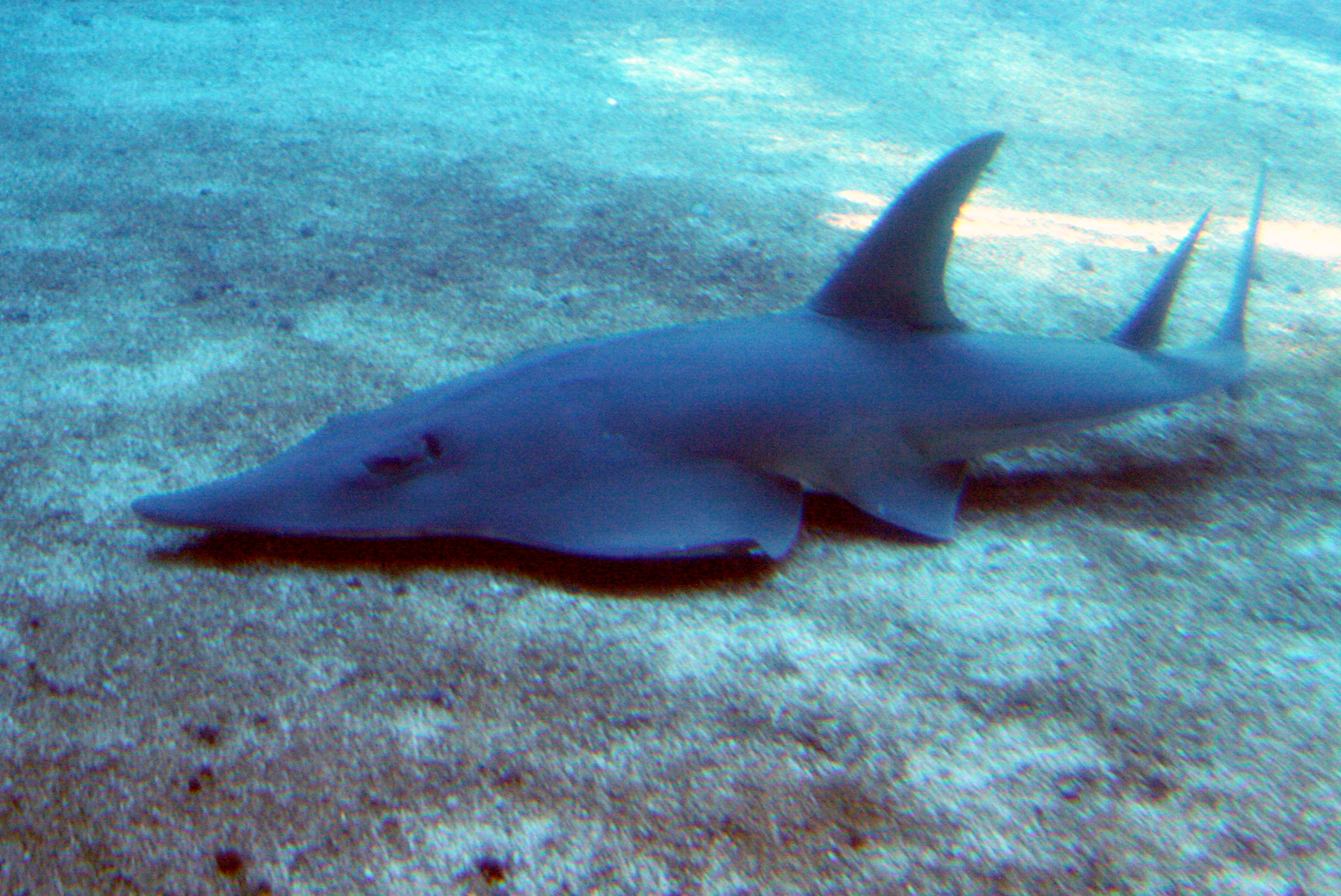
La grande raie-guitare est la plus grande espèce de l'ordre des raies.

L'ordre le plus grand et le plus diversifié des espèces de raies est celui des raies-guitares géantes (Rhynchobatus djiddensis) de la mer Rouge et de l'océan Indien oriental. Les mensurations maximales de l'espèce sont 227 kg et 3,1 m. La plus grande des raies est la raie commune (Dipturus batis). Cette espèce peut atteindre jusqu'à 2,85 m (9,350393715 pi) de longueur et pèsent 97,1 kg (214,06885446 lb).

### Aiguillats et apparentées (Squaliformes)
Le plus grand membre connu de cet ordre est le requin du Groenland (Somniosus microcephalus), un prédateur géant des eaux subarctiques. Cette espèce a été confirmée jusqu'à 6,4 m de longueur pour un poids de 1,4 tonnes, bien que la capture de spécimens allant jusqu'à 7,3 m ait été rapportée,. Des spécimens de requin dormeur du Pacifique (Somniosus pacificus) mesurant environ 7 m ont été observés scientifiquement,. Il existe en outre un récit, non confirmé, de la recontre avec un énorme requin dormeur du Pacifique qui mesurait potentiellement jusqu'à 9,2 m de longueur. L'aiguillat commun (Squalus acanthias), espèce très commune, atteint quant à lui les plus grandes tailles répertoriées dans la famille des « vrais aiguillats ». Des spécimens ont été mesurés jusqu'à 1,6 m et 9,1 kg.

### Anges de mer (Squatiniformes)
Le plus grand des anges de mer vivant est l'ange de mer commun (Squatina squatina) du nord-est de l'océan Atlantique. Cette espèce peut atteindre jusqu'à 2,4 m de long et peser jusqu'à 80 kg.

### Raies électriques (Torpediniformes)
La plus grande des raies électriques est la torpille de l'Atlantique (Torpedo nobiliana). Ce poisson peut mesurer 1,8 m de long et pèse 90 kg ; cependant, une longueur d'environ 1 m pour un poids de 14 kg sont plus fréquents,. Les femelles atteignent une taille plus importante que les mâles.

### Requins épineux (Acanthodii)
Le plus grand des Acanthodii, un ordre aujourd'hui éteint, était Xylacanthus grandis (en), un ischnacanthiforme (en) dont la reconstruction se base sur un os de mâchoire long de 35 cm environ. D'après les proportions des espèces proches, X. grandis devait avoir une longueur totale estimée à 2.5 m.

## Poissons osseux (Osteichthyes)

### Poissons à nageoires rayonnées (Actinopterygii)

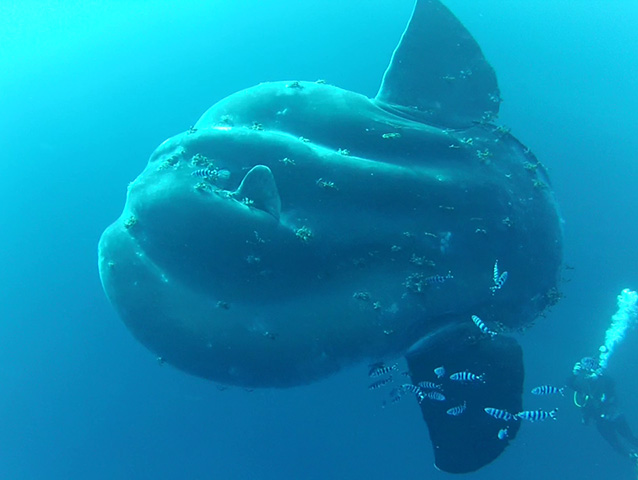
Le est le plus lourd des poissons osseux.

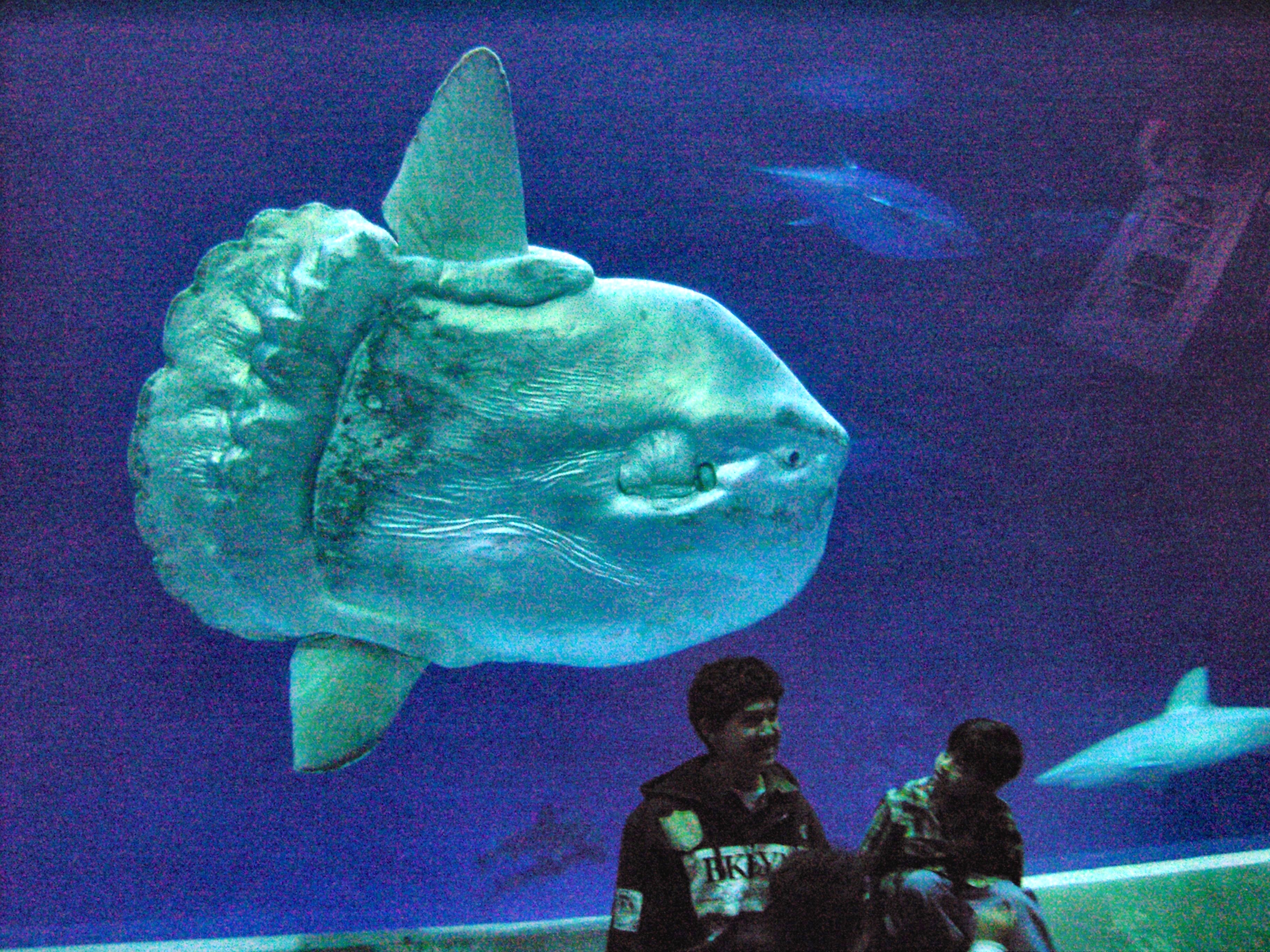
Le poisson-lune commun a été décrit à tort comme étant identique à Mola alexandrini, le poisson osseux le plus lourd du monde. Il s'agit en réalité de deux espèces distinctes.

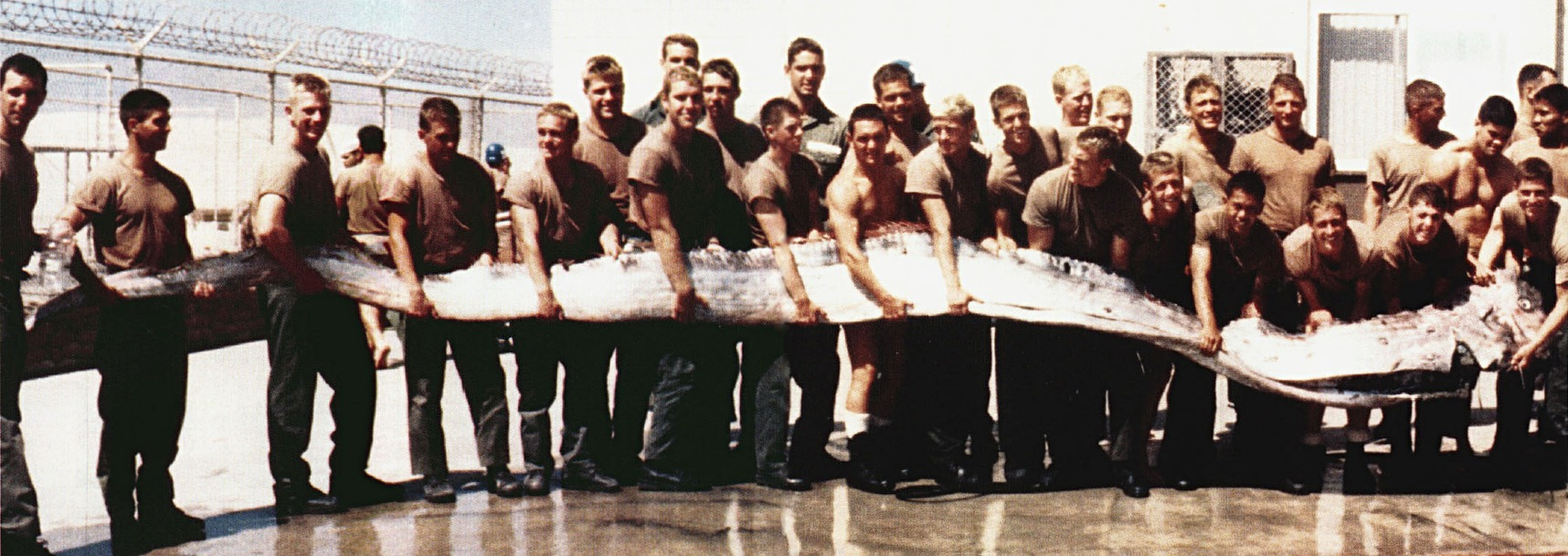
Le régalec extrêmement rare, est le plus long de tous les poissons osseux.

Les plus grands poissons osseux vivants (super-classe des Ostéichthyens, qui comprend à la fois les poissons à nageoires rayonnées et les poissons à nageoires lobées) sont le crapet à bosse (en) (ou poisson-lune du Sud, Mola alexandrini), moins connu, puis le poisson-lune commun (Mola mola), largement répandu et mieux connu, tous deux étant membres de l'ordre des Tétraodontiformes. Les plus grands spécimens vérifiés étaient des poissons-lune du sud ; un individu découvert mort près des Açores a établi le record du plus lourd poisson osseux existant avec un poids de 2744 kg. Le poisson-lune le plus grand s'est écrasé quant à lui contre un bateau au large des îles Bird, en Australie (en) en 1910 et mesurait 4,3 m d'une nageoire à l'autre, 3,1 m de longueur, et il pesait environ 2 300 kg ; tandis que l'autre record du plus gros poisson osseux est détenu par un Mola alexandrini qui, par coïncidence, pesait également 2300 kg et mesurait 3 m de longueur.
En ce qui concerne la longueur, le poisson osseux le plus long existant sur terre est le régalec (Regalecus glesne). Mince et comprimé, il mesure en moyenne plus de 6 m de long à maturité. Un spécimen capturé en 1885 mesurait près de 7,6 m de longueur et pesait 275 kg. L'exemplaire le plus long connu, qui a été heurté par un bateau à vapeur, mesurait 13,7 m de longueur.
Des poissons osseux beaucoup plus gros existaient à l'époque préhistorique, le plus grand étant le Leedsichthys de la période jurassique. Cette espèce est certainement le plus grand poisson osseux jamais observé et peut-être le plus grand animal marin non cétacé ayant jamais existé. Les estimations de la taille de ce poisson varient de 21 à 27 m de longueur pour une masse de 20 à 50 tonnes. Une taille maximale de 22 m pour un poids de 25 à 30 tonnes ont été jugés comme étant les mensurations les plus réalistes.

### Esturgeons et polyodons (Acipenseriformes)

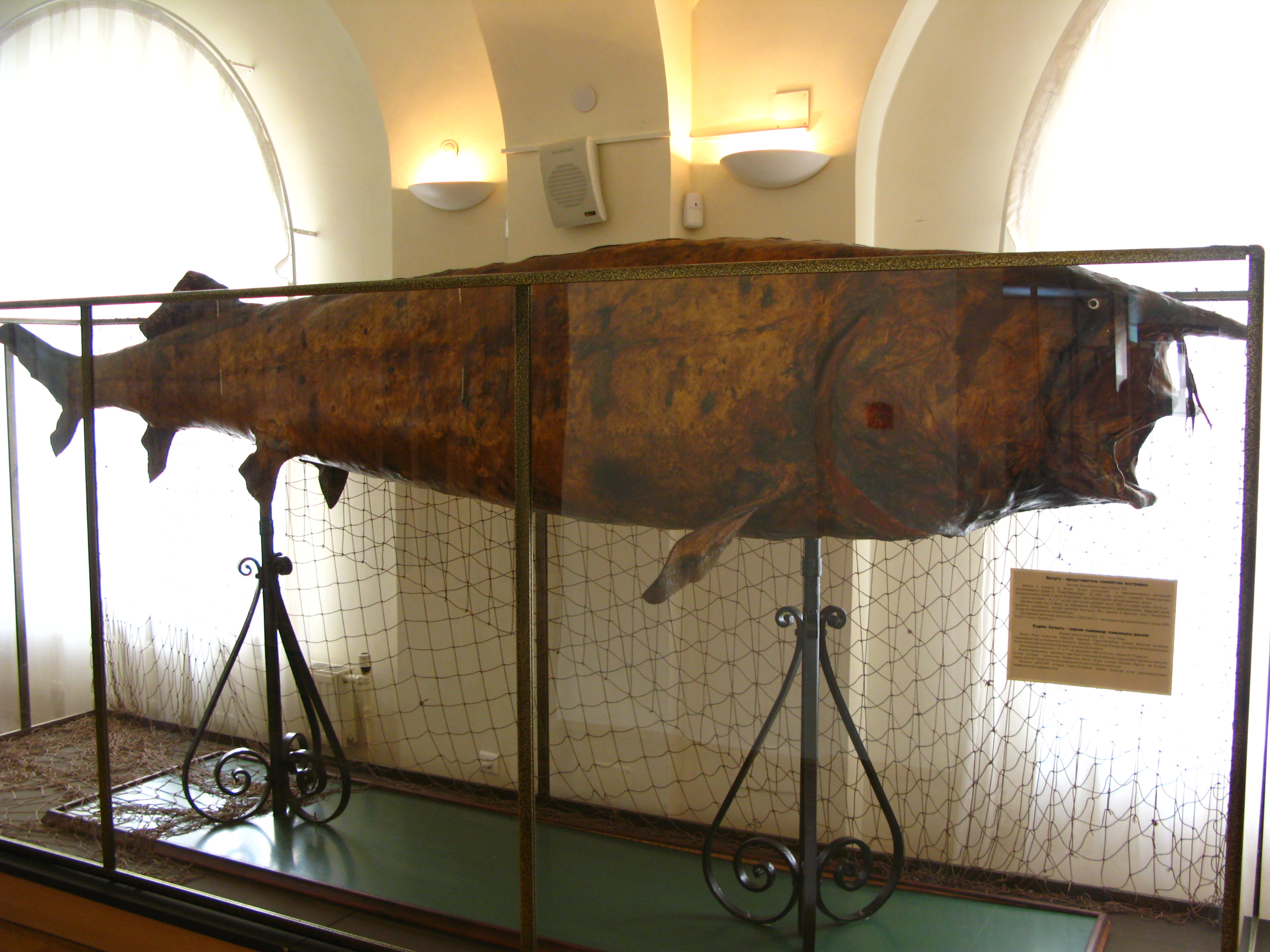
Les restes d'un esturgeon béluga de 1000 kg, l'un des plus gros poissons osseux au monde.

La plus grande espèce est l'esturgeon béluga (Huso huso) des mers Caspienne et Noire, le seul poisson osseux existant à rivaliser avec la taille du poisson-lune. Le plus grand spécimen en a été capturé dans l'estuaire de la Volga en 1827 et mesurait 7,3 m de longueur et pesait 1 474 kg. Du Kaluga (Huso dauricus), légèrement plus petit, on a trouvé des spécimens pesant jusqu'à 1 140 kg (Berg, 1932) pour une longueur de 5,6 m,. L'esturgeon blanc d'Amérique du Nord (Acipenser transmontanus), non vérifié à 907 kg et 6,1 m de long ; l'esturgeon chinois, l'esturgeon d'Europe et l'esturgeon russe (A. gueldenstaedtii), pouvant peser jusqu'à 1 tonne et mesurer 5,5 m pour une femelle de 75 ans, peuvent également tous atteindre des tailles impressionnantes. De fait, les esturgeons sont parfois qualifiés de « plus gros poissons d’eau douce », ce qui est impropre car ils passent en réalité beaucoup de temps en eau saumâtre et alternent entre les environnements d’eau salée et d’eau douce au cours de leur cycle de vie.
Sont également inclus dans cet ordre le poisson-spatule et le poisson-spatule chinois (Psephurus gladius), qui est désormais officiellement reconnu comme éteint par l' UICN (depuis juillet 2022). Il semblerait que des pêcheurs aient capturé dans les années 1950 des poissons-spatules mesurant jusqu'à 6,7 m de longueur totale, bien qu'aucun spécimen ne dépassant les 3,5 m a été scientifiquement mesuré. Le poids du poisson-spatule chinois serait de 300 kg à 500 kg.

### Albulides (Albuliformes)
Le plus grand albuliformes est Albula vulpes, qui pèse jusqu'à 8,6 kg et mesure jusqu'à 90 cm de long.

### Amiformes (Amiiformes)
Le poisson-castor (Amia calva) est le seul membre existant de son ordre. La caractéristique la plus distinctive du poisson-castor est sa très longue nageoire dorsale composée de 145 à 250 rayons, qui s'étend du milieu du dos jusqu'à la base de la queue. Le poisson-castor peut atteindre jusqu'à 109 cm de longueur et peser jusqu'à 9,75 kg.

### Anguilles (Anguilliformes)

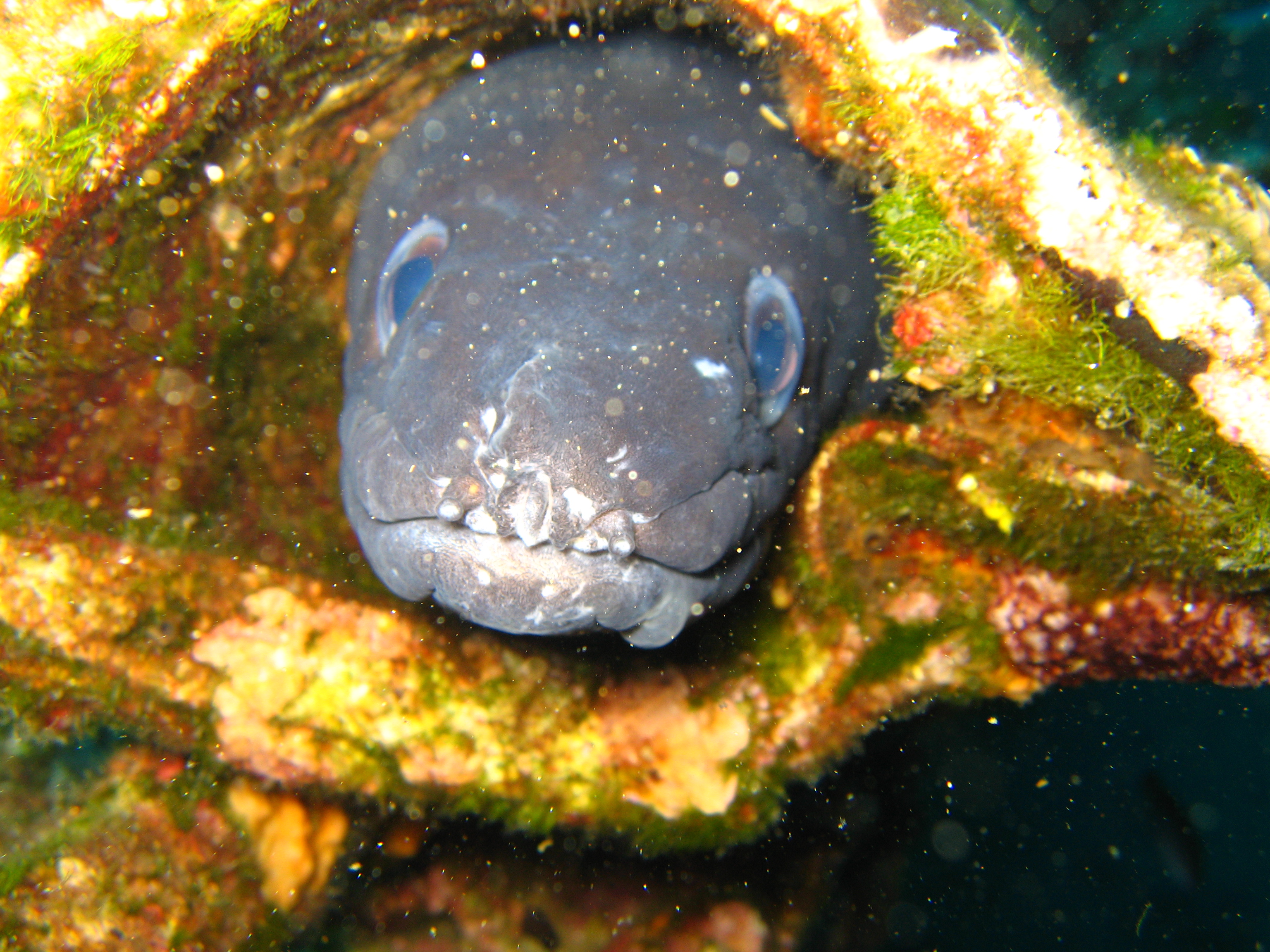
La tête d'un congre commun, l'anguille la plus massive du monde.

La plus grande espèce d'anguille véritable, si l’on mesure son poids et son volume total, est le congre commun (Conger conger). La taille maximale de cette espèce a été signalée à 3 m pour une masse de 110 kg.
Plusieurs espèces de murènes peuvent dépasser le congre en longueur, mais elles sont plus légères. Le poisson le plus long de cet ordre est la murène géante élancée (Strophidon sathete) des océans Indo-Pacifique : jusqu'à 4 m de longueur.

### Athénifères (Atheriniformes)
Un ordre surtout connu pour ses minuscules représentants, la plus grande espèce en est l'éperlan californien (en) (Atherinopsis californiensis) de l'océan Pacifique. Bien qu'il atteigne les 45 cm, il ne dépasse sans doute pas les 450 g.

### Argentiniformes)
La plus grande espèce en est le grand silus argentin (en) (Argentina silus), qui mesure 76 cm TL.
Les plus grands « poissons-barils » sont les poissons-javelot (en) (Bathylychnops exilis) que l'on trouve dans le nord du Pacifique et dans l'est de l'océan Atlantique. Cette espèce atteint une longueur de 50 cm SL.

### Poissons méduses (Ateleopodiformes)
Les poissons-méduses sont des poissons marins benthiques que l'on trouve généralement à des profondeurs d'environ 200 à 600 m. Les tailles varient de 35 cm (Ateleopus japonicus) à 2 mètres (Guentherus altivela).

### Poissons-flûte (Aulopiformes)
Le plus grand membre de cet ordre est le poisson-lancette (en) (Alepisaurus ferox), présent dans tous les océans du monde. Minces, dotés d'une énorme colonne vertébrale, ces poissons peuvent atteindre 2,1 m de long et peut peser jusqu'à 11 kg.

### Poissons-crapaud (Batrachoidiformes)

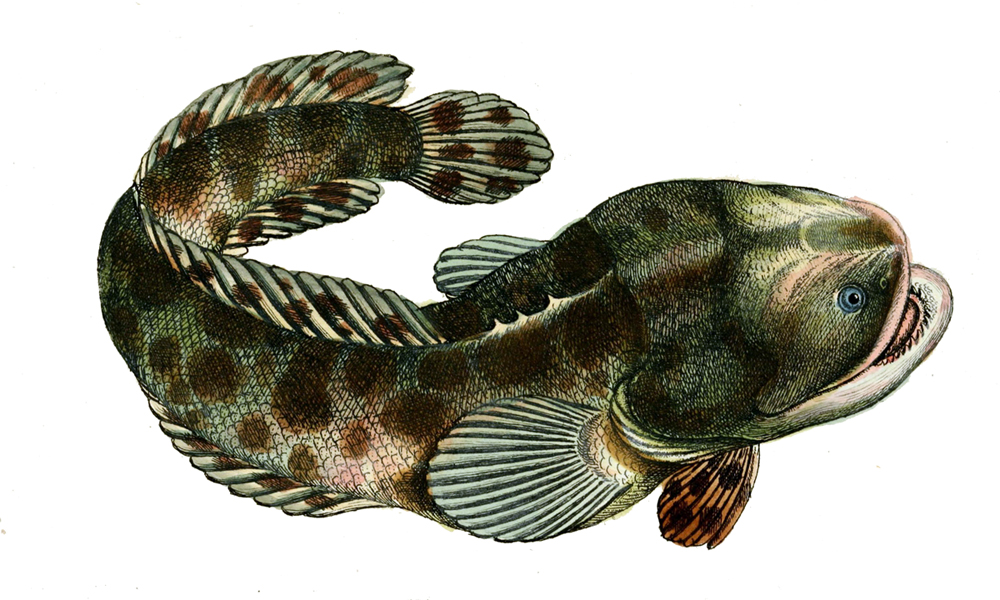
Le plus grand poisson-crapaud, le poisson-crapaud guyanais.

Le plus grand poisson-crapaud est le poisson-crapaud guyanais (Batrachoides surinamensis), qui peut peser jusqu'à 2,3 kg et mesurer 58 cm.

### Poissons volants et apparentés (Beloniformes)
Le plus grand membre de cet ordre, surtout connu pour la capacité de ses membres à percer l'eau et à glisser dans le ciel, est le poisson-chien pélagique (Tylosurus crocodilus), un poisson élancé mesurant jusqu'à 1,5 m pour un poids de 6,35 kg. Le plus grand véritable « poisson-volant (en) » est le poisson volant japonais (en) (Cheilopogon pinnatibarbatus japonicus), qui peut mesurer jusqu'à 50 cm de longueur et peser plus de 1 kg.

### Poissons-écureuil (Béryciformes)
Mieux connu pour ses barbillons hautement venimeux, le plus grand représentant de l'ordre des poissons-écureuil est le poisson-écureuil géant (Sargocentron spiniferum) : il mesure jusqu'à 51 cm et pèse 2,6 kg. Holocentrus adscensionis, plus mince, peut atteindre des longueurs encore plus grandes, allant jusqu'à 61 cm.

### Poissons-baleine (Cetomimiformes, ordre aujourd'hui considéré comme obsolète)
Connu pour sa chair flasque au toucher, cet ordre atteint les plus grandes tailles chez les poissons-baleines flasques (en) (Gyrinomimus grahami). Cette espèce, qui peut atteindre jusqu'à 45 cm de longueur et peser 1,5 kg, est parfois pêchée à des fins commerciales,.

### Characidés (Characiformes)
La plus grande espèce en est un poisson d'eau douce africain, le poisson-tigre goliath (Hydrocynus goliath). La taille maximale de ce poisson est de 1,5 m pour 50 kg,. Parmi les plus grands représentants de la famille des characins se trouve la dorade dorée (Salminus brasiliensis), qui peut atteindre jusqu'à 1 m de longueur et peser 31,4 kg. Parmi les characidés se trouvent également les piranhas néotropicaux. Les espèces carnivores peuvent atteindre jusqu'à 43 cm, bien que le Tambaqui (Colossoma macropomum), qui atteint le mètre de longueur pour un poids de 32 kg, soit souvent considéré comme une forme géante, et herbivore, de piranha.

### Harengs (Clupeiformes)
Le plus gros hareng est probablement le hareng-loup de Dorab (en) (Chirocentrus dorab) des océans Indo-Pacifique. La taille maximale de cette espèce a été signalée jusqu'à 1,8 m, même si ces poissons effilés n'ont jamais dépassé les 3,4 kg.
À noter que le poisson que la légende qualifie de « roi des harengs » n'est pas un hareng, mais un régalec.

### Carpes et apparentés (Cypriniformes)
Les cypriniformes (qui comprend les carpes) sont le plus grand ordre de vertébrés, avec plus de 2 400 espèces connues à l'heure actuelle. La plus grande espèce en est le barbeau géant (Catlocarpio siamensis), qui est endémique de trois bassins fluviaux d'Asie du Sud-Est et atteint une taille allant jusqu'à 3 m pour un poids allant jusqu'à 300 kg. Au cours des siècles passés, une autre espèce, le mahseer, et en particulier le mahseer doré (Tor putitora) d'Asie du Sud, aurait pu atteindre des longueurs similaires ; mais l'espèce a été surpêchée et des spécimens presque aussi gros que le barbeau géant n'ont plus été signalés au cours des derniers siècles.

### Brochets et apparentés (Esociformes)
La plus grande espèce de cet ordre est le maskinongé (Esox masquinongy) des rivières d'Amérique du Nord. Ces poissons prédateurs peuvent atteindre jusqu'à 1,8 m de long et peser près de 45 kg.

### Cyprinodontiformes
La plus grande espèce de cet ordre relativement petit est le poisson à quatre yeux du Pacifique (Anableps dowei), qui peut atteindre une taille de 34 cm et peser 588 g.

### Elopiformes
Ce petit ordre est généralement considéré comme étroitement lié aux anguilles véritables, bien que ses membres en soient très différents en apparence et en comportement. La plus grande espèce est un poisson de pêche sportive très convoité, le tarpon de l'Atlantique (Megalalops atlanticus). La taille maximale enregistrée pour cette espèce est de 2,5 m de long pour un poids de 161 kg.

### Morues (Gadiformes)

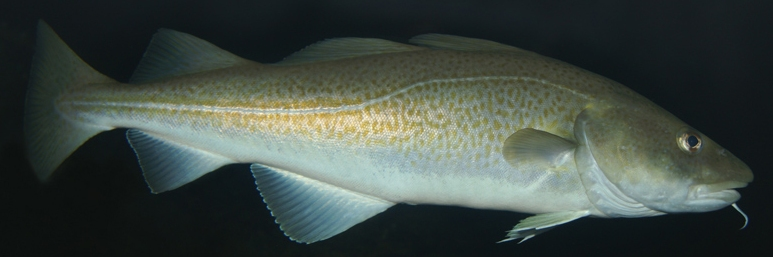
La plus grosse morue est la morue de l'Atlantique.

La morue de l'Atlantique (Gadus morhua) peut atteindre 2 m de long et peser 96 kg.

### Épinoches et apparentées (Gasterosteiformes)
La plus grande forme d'épinoches, un petit type de poisson cylindrique, est l'épinoche de mer ou épinoche à quinze épines (Spinachia spinachia). Cette espèce peut atteindre jusqu'à 22 cm de longueur et peser jusqu'à 8,5 g.

### Gobies (Gobiesociformes)
Le plus grand de ces poissons rampants est le sicyases sanguineus (en), qui peut atteindre 30 cm pour un poids maximal d'1 kg.

### Gonorynchiformes
Le poisson-lait (Chanos chanos) est le plus grand représentant de cet ordre. Son poids maximal est de 27 kg pour une longueur d'environ 1,84 m.

### Poissons-couteau (Gymnotiformes)
Le plus grand poisson-couteau est l'anguille électrique (Electrophorus electricus). L'anguille électrique a un corps allongé et cylindrique, atteignant généralement environ 2 m de longueur et 20 kg, ce qui en fait la plus grande espèce des Gymnotiformes..

### Hiodontiformes
Il n'en existe que deux espèces ; le plus grand est la laquaiche aux yeux d'or (Hiodon alosoides), qui peut atteindre 0,5 m pour un poids d'1,8 kg.

### Opahs et apparentés (Lampriformes)
Le plus grand membre det ordre est le « roi des harengs » ou régalec (Regalecus glesne), le plus long poisson osseux existant sur terre. Un autre gros poisson intéressant de cet ordre est l'opah (Lampris guttatus), qui, contrairement au roi des harengs, est massif et a une forme trapue et arrondie. Les opahs peuvent atteindre les 2 m de longueur et peser jusqu'à 270 kg.

### Lepisosteiformes

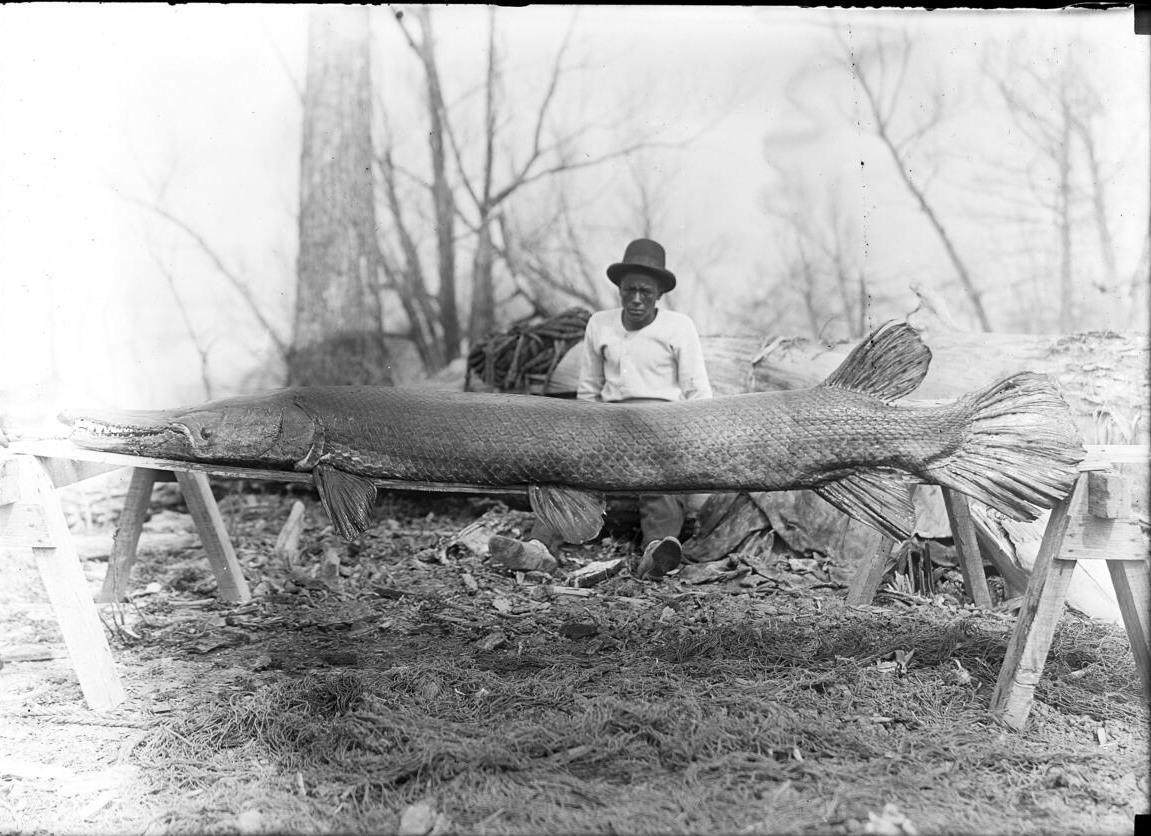
Un grand garpique alligator, le plus gros poisson d'eau douce d'Amérique du Nord.

Le plus grand des lépisostéiformes, et le plus grand poisson entièrement dulçaquicole d'Amérique du Nord, est le garpique alligator (Atractosteus spatula). Le plus grand individu jamais connu, capturé en Louisiane en 1925, mesurait 3 m de longueur et pesait 137 kg.

### Baudroies (Lophiiformes)
Le plus grand représentant de cet ordre diversifié est la baudroie commune (Lophius piscatorius), que l'on trouve dans le nord-est de l'Atlantique au large de l'Europe et de l'Afrique du Nord. Ce poisson à grande bouche peut atteindre une taille de 2 m et un poids de 58 kg.

### Poissons-lanterne (Myctophiformes)
Le plus grand poisson-lanterne est le poisson-lanterne de Bolin (Gymnoscopelus bolini (en)) qui vit dans les océans Indo-Pacifique ; jusqu'à 249 g et 35 cm.

### Mulets (Mugiliformes)
Le plus grand des mulets, le mulet à tête plate (Mugil cephalus), atteint une longueur de 60 cm pour un poids allant jusqu'à 4 kg.

### Abadèches et apparentées (Ophidiiformes)
Le plus grand membre de cet ordre est l'abadèche géante (Lamprogrammus shcherbachevi (en)), largement répandue. Cette dernière peut mesurer près de 2 m de long, mais même les gros poissons ne pèsent pas beaucoup plus de 10 kg, car ils sont assez minces.

### Éperlans et apparentés (Osmeriformes)
Le plus grand éperlan est l'éperlan arc-en-ciel (Osmerus mordax). Le corps de l’éperlan arc-en-ciel est mince et cylindrique. À l'âge adulte, l'éperlan arc-en-ciel mesure entre 18 et 23 cm de long et pèse environ 85 g. Certains individus de 30 cm ont été trouvés.

### Poissons à langue osseuse (Ostéoglossiformes)
La plus grande espèce en est le poisson sud-américain généralement connu sous le nom d'arapaima (Arapaima gigas). La taille maximale que cette espèce peut atteindre est sujette à controverse et certains la classent parmi les plus grands poissons d'eau douce du monde. Aucun individu de plus de 3 m n'a été mesuré ; cependant, le squelette d'un arapaima qui aurait été mesuré par des chasseurs indigènes à 4,5 m au moment de la capture aurait été scientifiquement confirmé.

### Perches et apparentées (Perciformes)

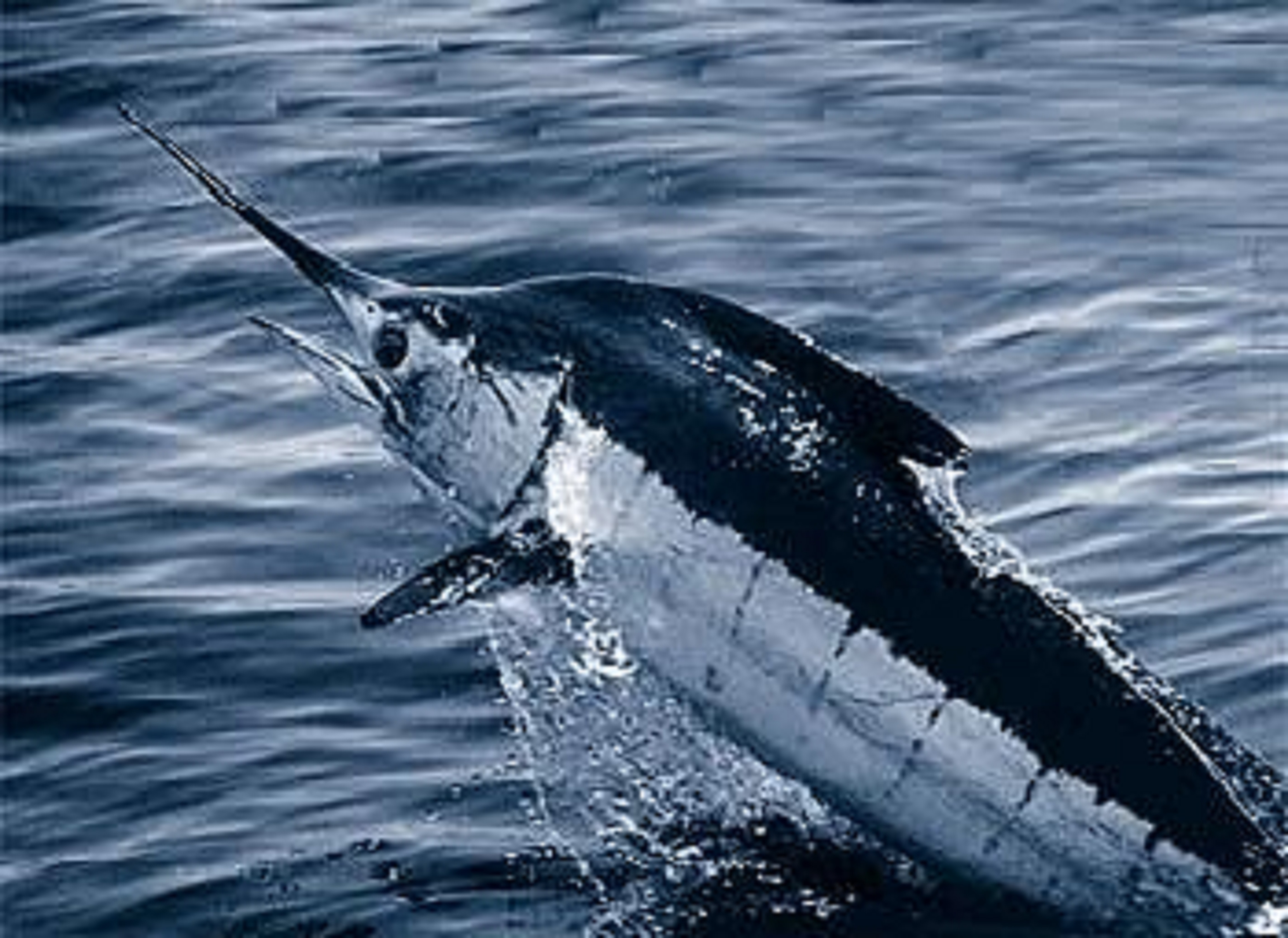
Le marlin bleu de l'Atlantique est l'une des plus grandes espèces de poissons apparentées à la perche.

Le titre de plus grand représentant de cet ordre, le plus abondant de tous les vertébrés, fait l'objet de débats. Un grand marlin figure parmi les plus grands poissons de cet ordre : le makaire noir (Makaira indica) de l'Indo-Pacifique, le makaire bleu de l'Atlantique (Makaira nigricans) et le marlin bleu de l'Indo-Pacifique (en) (Makaira mazara). Ces espèces de taille comparable peuvent exceptionnellement atteindre jusqu'à 5 m de long et peser jusqu'à 907 kg, voire 1 106 kg,,.
Un autre géant notable de l'ordre des Perciformes est le thon rouge (Thunnus thynnus) du nord de l'océan Atlantique, qui a été vérifié à une taille maximale de 4,4 m pour un poids de 679 kg, bien que des spécimens pouvant atteindre 910 kg soient signalés,. L'espadon (Xiphias gladius) peut atteindre un poids maximal de 650 kg (1 433,00469 lb) et une longueur de 4,5 m (14,76377955 pi). En raison de la pêche intensive, les spécimens de grande taille de thon et d'espadon se font de plus en plus rares.
Un des plus grands poissons d'eau douce est la perche du Nil (Lates niloticus), qui peut atteindre 200 kg pour une longueur de 2 m. Le plus grand lutjanidé est le vivaneau cubera (en) (Lutjanus cyanopterus) des Caraïbes et de la côte est de l'Amérique du Sud, mesurant jusqu'à 1,6 m et pesant 57 kg,.
Le plus grand pombo ou grondin est le margate blanc (Haemulon album) des Caraïbes et de la côte est de l'Amérique du Sud, atteignant jusqu'à 80 cm et 7,1 kg,.
Le plus grand blennie est le blennie serpent (Xiphasia setifer (en)) de l'Indo-Pacifique, atteignant jusqu'à 55 cm.
Parmi les carangues ou maquereaux, le thazard nébuleux (Scomberomorus sinensis) est le plus grand de tous, avec un poids de 131 kg pour une longueur de 2,47 m.
Le plus grand poisson-papillon est soit le poisson-papillon à lignes (Chaetodon lineolatus) ou le poisson-papillon à selle noire (C. ephippium), tous deux originaires de l'Indo-Pacifique, qui mesurent jusqu'à 30 cm.
Le dard à pois (Percina lenticula) des États-Unis est le plus grand des dards, atteignant 20 cm et 70 g,.
Le plus grand sciaenidé est le totoaba (Totoaba macdonaldi) du golfe de Californie, atteignant jusqu'à 100 kg pour 2 m de long.
Parmi les basses ou mérous, dont plusieurs espèces peuvent devenir très grandes, les tailles maximales sont atteintes par le Mérou géant de l'Atlantique (Epinephelus itajara) et le Mérou géant de l'Indo-Pacifique (Epinephelus lanceolatus), qui peuvent atteindre respectivement 2,5 m pour un poids de 455 kg et 600 kg,.
Les cichlidés, riches en espèces, atteignent leur taille maximale avec le cichlidé géant d'Afrique de l'Est (Boulengerochromis microlepis), mesurant jusqu'à 80 cm et pesant 5 kg.
Le labre géant (Cheilinus undulatus) des récifs coralliens indo-pacifiques est de loin le plus grand labre, pouvant atteindre une taille maximale de 2,3 m pour 191 kg.
Enfin, chez les poissons-demoiselles, le Garibaldi (Hypsypops rubicundus) de la côte Pacifique américaine est le plus grand, atteignant jusqu'à 35,5 cm et pesant 1,2 kg.

### Percopsiformes
La plus grande espèce de ce petit ordre (tant par le nombre d'espèces que par la taille de ses représentants) est le percopsis transmontana d'Amérique du Nord. Cette espèce peut atteindre jusqu'à 20 cm de longueur et peut peser plus de 11 g.

### Poissons plats (Pleuronectiformes)

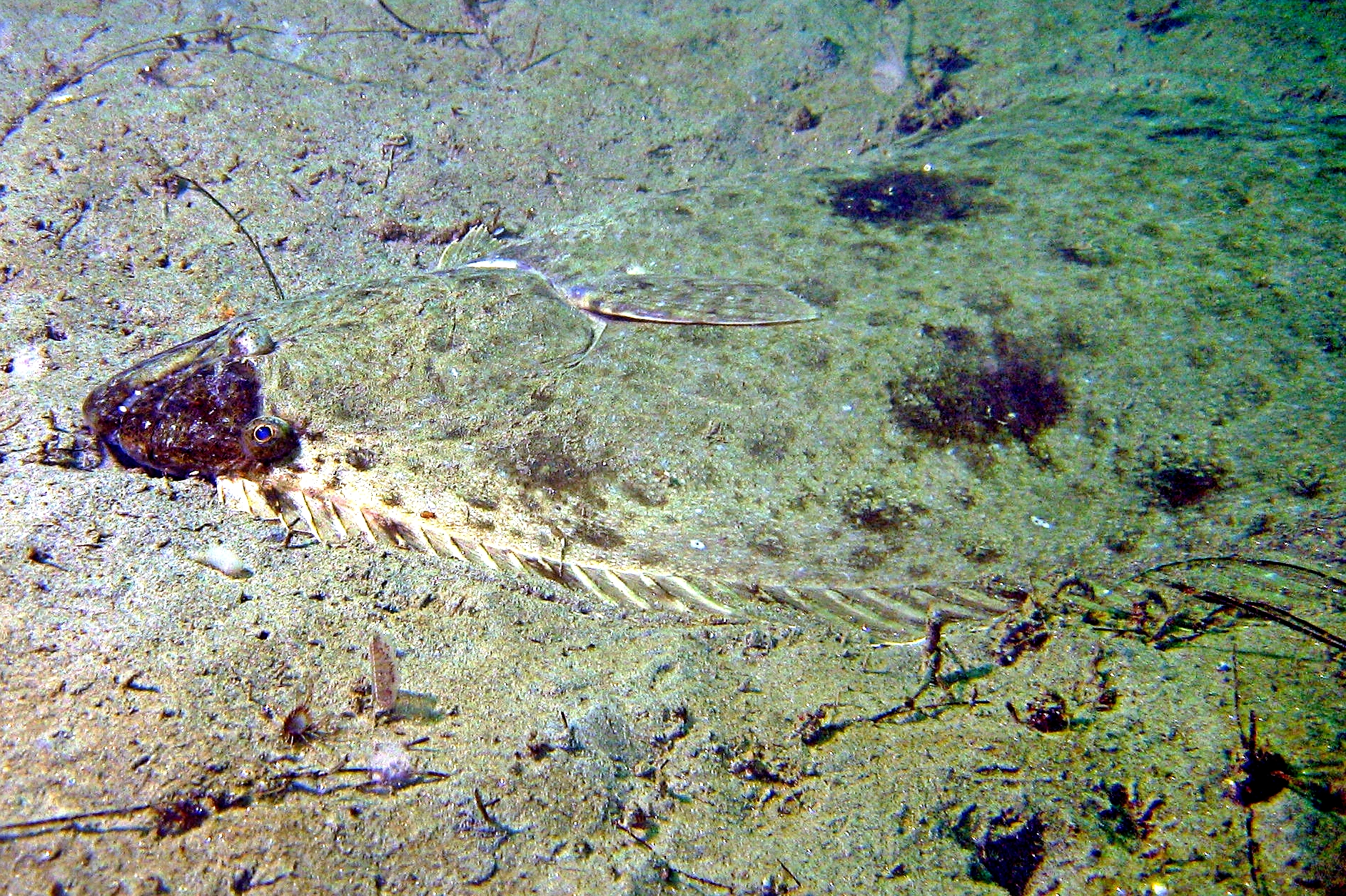
Le flétan du Pacifique, le plus grand des poissons plats, montre son camouflage efficace.

Le plus grand des poissons plats est le flétan du Pacifique (Hippoglossus stenolepis). Ce géant peut atteindre  les 3 m et peser plus de 350 kg, bien que des poissons approchant cette taille soient rares de nos jours. Le flétan de l'Atlantique (Hippoglossus hippoglossus) est également parfois considéré comme le plus grand poisson plat, bien qu'il ait une taille maximale légèrement plus petite, d'environ 2,8 m de long pour 320 kg,.

### Poissons à barbe (Polymixiiformes)
Les poissons à barbe sont parfois classés avec les Béryciformes. Le plus grand poisson à barbe est le Polymixia busakhini de l'Indo-Pacifique, qui peut mesurer jusqu'à 0,6 m de longueur.

### Polyptéridés et apparentés (Polyptériformes)
Le plus grand polypteridé est Polypterus congicus, qui atteint jusqu'à 97 cm de longueur.

### Grands gosiers (Saccopharyngiformes)
Le plus grand saccopharyngiforme est le grandgousier-pélican (Eurypharynx pelecanoides), qui peut atteindre 1 m de long.

### Saumons et apparentés (Salmoniformes)

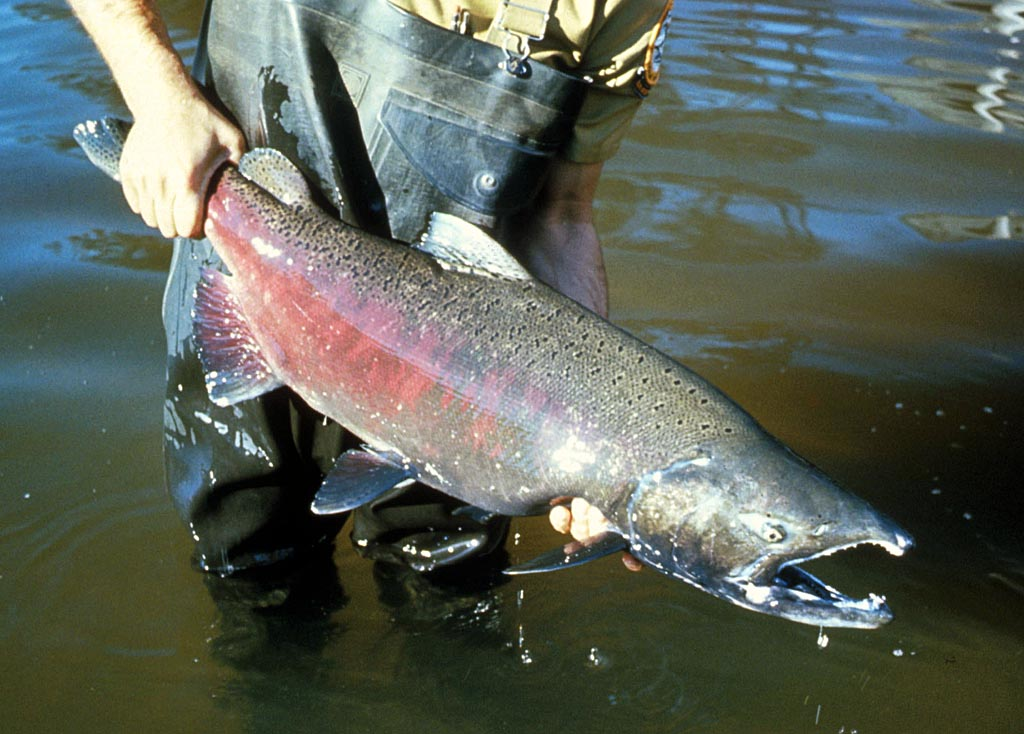
Le saumon quinnat est l’une des plus grandes espèces de saumons.

La plus grande espèce de salmonidé est le taïmen (Hucho taimen). Le plus grand taïmen enregistré a été capturé dans la rivière Kotui en Russie et mesurait 2,1 m pour un poids de 105 kg. Certaines sources affirment que le plus grand est le saumon quinnat (Oncorhynchus tshawytscha) du nord-ouest du Pacifique américain, bien que cette espèce soit inférieure au taïmen en termes de taille maximale. La taille maximale de ce poisson est de 1,5 m de longueur pour un poids de 61 kg.

### Rascasses et apparentés (Scorpaeniformes)
Le chabot (Erilepis zonifer) du Pacifique Nord est le plus grand de son ordre ; sa taille maximale est de 1,9 m et son poids peut aller jusqu'à 91 kg. La morue-lingue (Ophiodon elongatus) de la côte ouest de l'Amérique du Nord atteint les 1,5 m de long pour un poids de 60 kg. Les Cottidés peuvent atteindre jusqu'à 70 cm de long et peser 11 kg, dans le cas du cabezón (Scorpaenicthys marmoratus) des côtes de l'Amérique du Nord.

### Poissons-chat (Siluriformes)

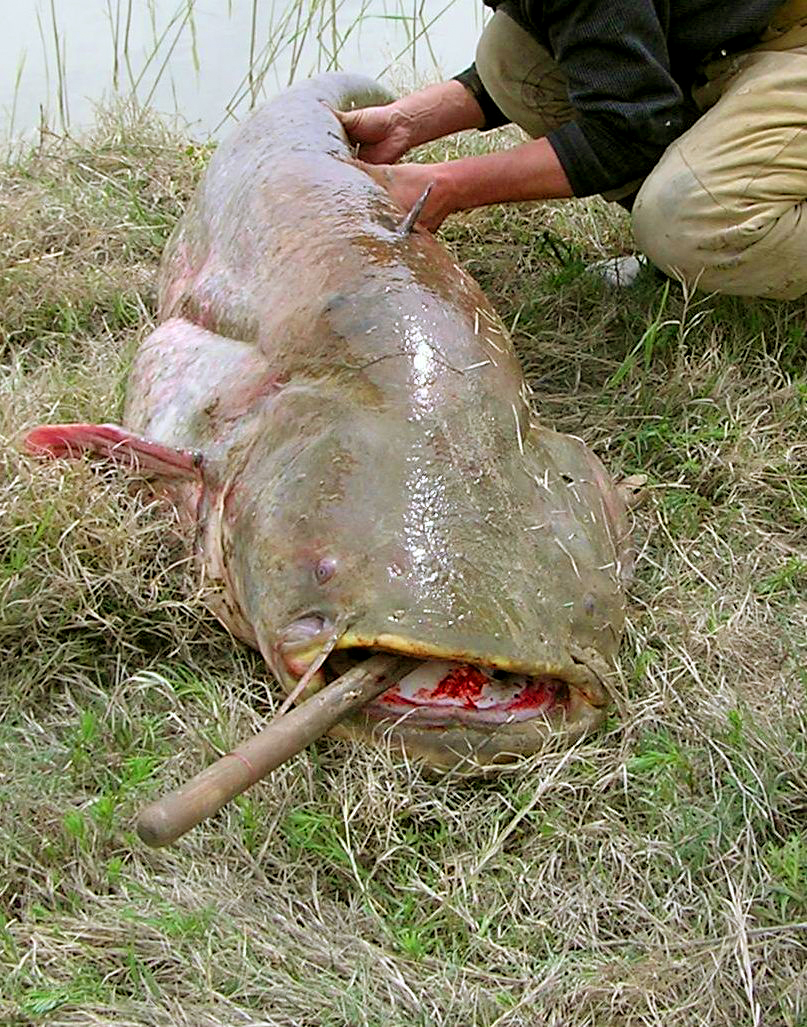
Un silure glane de bonne taille, de près de 100 kg.

Le plus grand représentant en est certainement le poisson-chat géant du Mékong, (Pangasianodon gigas), qui est également considéré comme le poisson d'eau douce le plus lourd. Ce poisson a été observé à des proportions allant jusqu'à 350 kg et 3 m,,,. Le pangasius géant asiatique (Pangasius sanitwongsei), qui lui est étroitement apparenté, peut atteindre 3 m et 300 kg. Une autre grande espèce est le silure glane (Silurus glanis) d'Europe et d'Asie centrale, qui rivalise fortement avec l'espèce précédente en termes de poids et pourrait même la surpasser en longueur. Leur taille varie de 3,1 m à 3,7 m et 265 kg, et certains signalements moins fiables donnent jusqu'à 4,3 m. En Amérique du Sud, il existe également le Brachyplatystoma filamentosum, qui pourrait atteindre jusqu'à 3,6 m et 200 kg.

### Stephanoberyciformes(ordre considéré comme obsolète)
Les plus grands représentants sont Poromitra curilensis, un habitant des abysses apparenté à Poromitra crassiceps et mesurant jusqu'à 18 centimètres de longueur standard (SL ; une mesure excluant la nageoire caudale).

### Stomiiformes

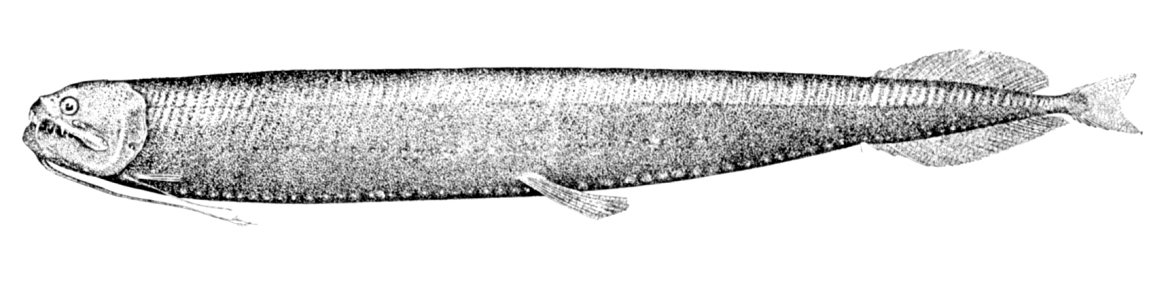
Le plus grand poisson-dragon à queue courte, le poisson-dragon à barbelé.

Le plus grand des poissons-dragons des profondeurs est le poisson-dragon à queue courte (Oppostomias micripnus). La taille maximale d'une femelle de cette espèce est probablement supérieure à  50 cm pour 450 g. Chez des espèces comme le poisson-dragon à barbelés (Idiacanthus atlanticus), les femelles ressemblant à des serpents peuvent mesurer jusqu'à 50 cm de long, environ 50 fois plus que le mâle.

### Anguilles des marais (Synbranchiformes)
Les anguilles des marais des tropiques, qui ne sont pas étroitement apparentées aux anguilles véritables, atteignent leur plus grande taille chez l'anguille marbrée des marais (Synbrachus marmoratus) d'Amérique centrale et d'Amérique du Sud. Ce poisson peut mesurer jusqu'à 1,5 m et peser 7 kg.

### Hippocampes et apparentés (Syngnathiformes)
Le plus grand représentant de cet ordre diversifié est le poisson-cornet rouge (en) (Fistularia petimba), une espèce longue et fine que l'on trouve dans tous les océans tropicaux. Ce poisson peut atteindre une longueur de 2 m et un poids de 4,65 kg. Le plus grand hippocampes est l'hippocampe à gros ventre (Hippocampus abdominalis), que l'on trouve au large de l'Australie et de la Nouvelle-Zélande, et qui peut atteindre les 35 cm pour un pois de plus de 60 g.

### Plectognathes et apparentés (Tetraodontiformes)
Le poisson-ballon étoilé Arothron stellatus est le plus grand poisson-ballon du monde, mesurant jusqu'à 120 cm. Le plus grand poisson-globe d'eau douce est le poisson-globe mbu (Tetraodon mbu) du bassin du fleuve Congo . Il atteint des longueurs de 67 cm.
Avec son mètre de longueur, le baliste de pierre (en) (Pseudobalistes naufragium) du Pacifique oriental est le plus grand baliste, devançant le baliste à tête jaune (Balistoides viridescens).

### Zeiformes
La plus grande espèce en est le doris du Cap (Zeus capensis) qui atteint une taille de 90 cm et un poids de 20 kg,.

### Poisson à nageoires lobées (Sarcopterygii)

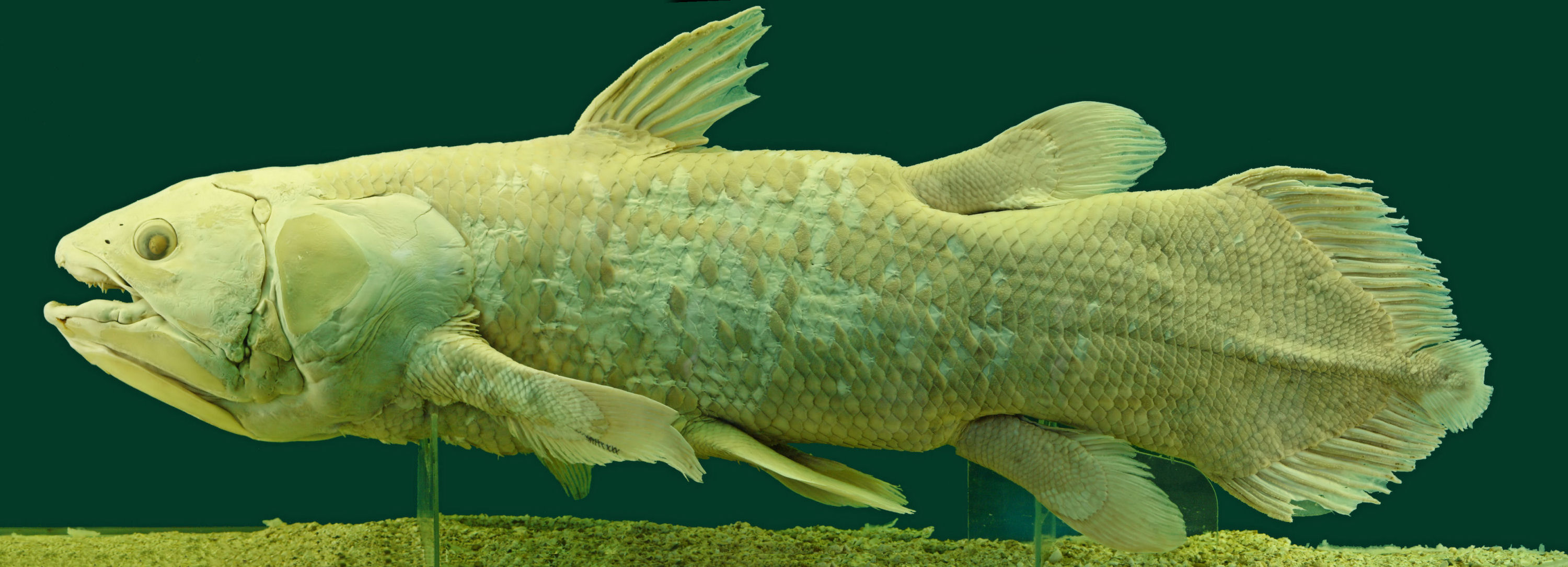
Le cœlacanthe est le plus grand poisson à nageoires lobées existant.

Le plus grand poisson à nageoires lobées vivant (non tétrapode) est le cœlacanthe. Le poids moyen du cœlacanthe de l'océan Indien occidental (Latimeria chalumnae) est de 80 kg, et il peut atteindre jusqu'à 2 m de longueur. Les spécimens peuvent peser jusqu'à 110 kg. Le plus grand poisson à nageoires lobées de tous les temps était Rhizodus, qui mesurait jusqu'à 7 m de long.

### Dipneustes (Ceratodontimorpha)
Le plus grand dipneuste, le protoptère africain (Protopterus aethiopicus), est lisse, allongé et cylindrique avec des écailles profondément enfoncées. La queue est très longue et se rétrécit à l'extrémité. Ils peuvent atteindre une longueur allant jusqu'à 2 m et peser jusqu'à 50 kg. Les nageoires pectorales et pelviennes sont également très longues et fines.